# 알마아타 조약
알마아타 조약은 1991년 12월 21일 구소련 각국 정상들이 모여 독립국가연합(CIS) 수립에 합의한 조약이다. 이 조약에서 주권을 가진 공화국들의 상호 존중적이며 평등한 국가연합으로 세우기로 합의하였다.
1991년 12월 8일, 러시아, 우크라이나, 벨라루스 3국 정상은 벨라루스 민스크 근처의 벨라베자 숲(비아워비에자 숲)에 만나 벨라베자 조약에서 소련은 해체되었으며 독립국가연합을 수립하기로 합의하였다. 그 해 12월 21일에는 구소련 공화국의 15개국 정상 중 러시아, 우크라이나, 벨라루스, 아르메니아, 아제르바이잔, 카자흐스탄, 키르기스스탄, 몰도바, 타지키스탄, 투르크메니스탄, 우즈베키스탄 11개 공화국이 카자흐스탄의 알마아타(알마티)에서 모여 독립국가연합에 가입하겠다고 합의하였다. 나머지 4개국 리투아니아, 라트비아, 에스토니아, 조지아는 가입하지 않기로 결정하였다.